# Robert Proctor

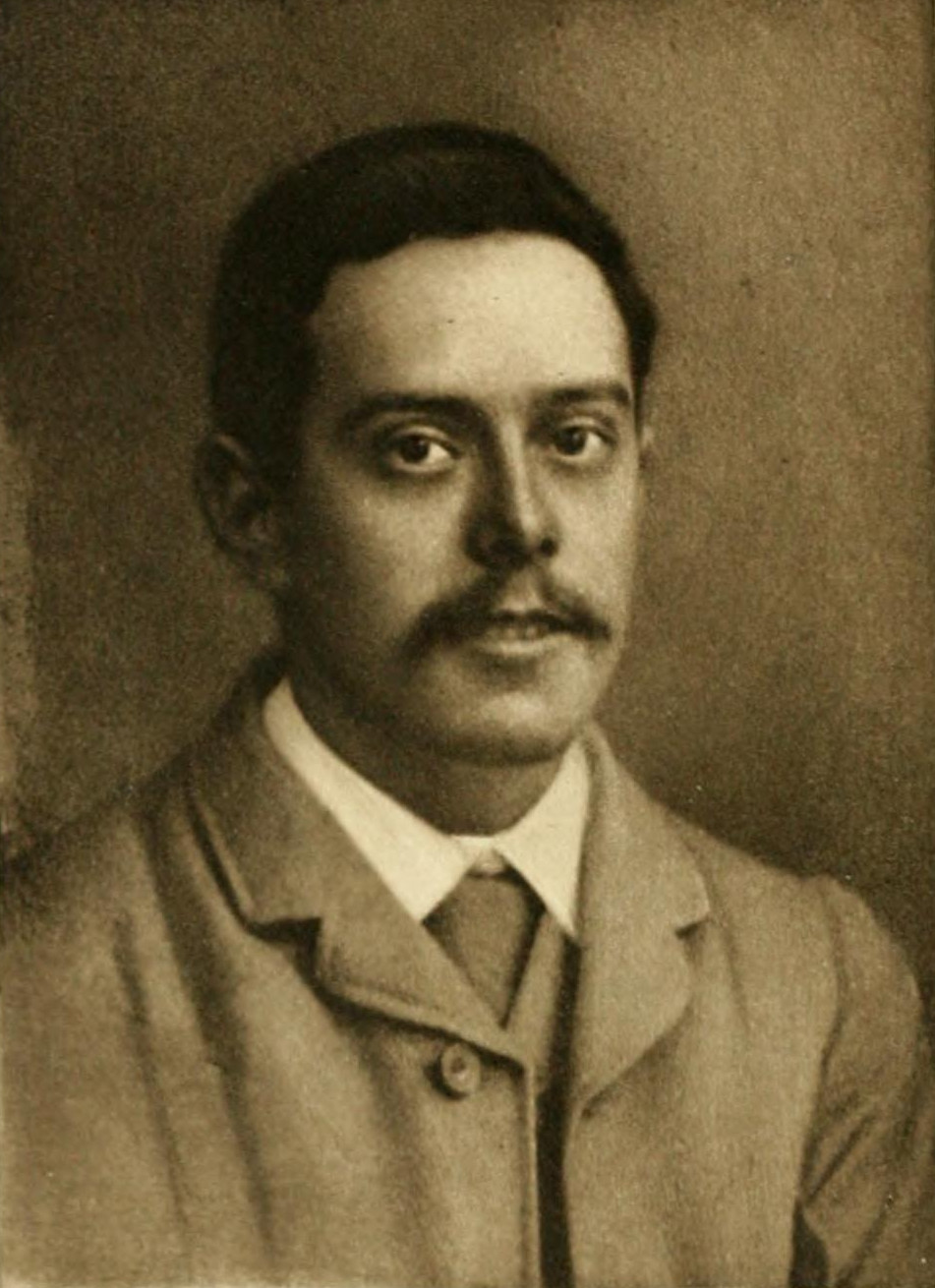
Robert George Collier Proctor

Robert George Collier Proctor (Budleigh Salterton, 13 maggio 1868 – Pitztal, 6 settembre 1903) è stato un bibliografo e bibliotecario britannico, esperto di incunaboli e di tecnica tipografica.

## Biografia
Nativo del Devon, figlio di Robert Proctor e Anne Tate, era un discendente del falsario e critico shakesperiano John Payne Collier (1789-1883).
Nel 1890, conseguì il Bachelor of Arts in studi classici al Corpus Christi College di Oxford, scoprendo un interesse personale per l'antiquaria, l'archeologia e la bibliografia, che lo indusse a pubblicare il catalogo degli incunaboli e i più antichi libri stampati presenti nella biblioteca del collegio.
A Oxford proseguì gli studi sul primo periodo storico della tecnica tipografica, producendo il catalogo degli incunaboli della Biblioteca Bodleiana, del New College e del Brasenose College.
Nel 1893 si unì al British Museum come assistente del Dipartimento dei Libri Stampati. In breve tempo, divenne un esperto della stampa tipografica, oltreché un conoscitore di qualsiasi font che fosse stato impiegato in Europa prima del 1520. Nel catalogo intitolato An Index to the Early Printed Books in the British Museum,  pubblicato in tre volumi dal 1898 al 1903, riclassificò l'intera collezione di incunaboli del British Museum in base alla rispettiva provenienza geografica, secondo un sistema di catalogazione che da lui prese il nome di "ordine Proctor". Inoltre, ideò un carattere tipografico per la lingua greca, derivandolo da quello della Bibbia Poliglotta Complutense.
Fra il 1902 e il 1903, pubblicò le traduzioni delle saghe islandesi Vápnfirðinga e Laxdæla, insieme a William Morris per conto della casa editrice Kelmscott Press.

### Morte
Ad agosto del 1903, iniziò un'esplorazione in solitaria delle Alpi Austriache, dalla quale non ritornò più indietro. Lasciata Pitztal il 5 settembre senza una guida alpina, non si ebbero più notizie a suo riguardo. A dicembre del 1903, il giudice firmò la dichiarazione di morte presunta, mentre l'amico e collega bibliofilo Sydney Cockerell affermò che poteva essersi trattato di un suicidio.
Nel 1905 fu istituito un fondo commemorativo che servì a finanziare la pubblicazione postuma dei suoi Bibliographical Essays e delle ultime tre parti del suo Index, che riguardavano i libri la cui stampa era datata fra il 1501 e il 1520.

## Eredità
Ancora nel XX secolo, importanti collezioni di incunaboli erano catalogate e posizionate fisicamente secondo l'ordine di Proctor: Paese / città / tipografo / ordine cronologico.

## Opere
- (EN) An Index to the Early Printed Books in the British Museum, London, Kegan Paul, Trench, Trübner and Company, 1898-1903:
  - Part I: From the Invention of Printing to the Year MD with Notes of Those in the Bodleian Library, vol. I, section I-II: Germany, Italy, 1898;
  - Part I: From the Invention of Printing to the Year MD with Notes of Those in the Bodleian Library, vol. II, section III-IV: Switzerland to Montenegro, Registers, 1898;
  - Part II: MDI-MDXX, section I: Germany, 1903.[9]
- (EN) The Printing of Greek in the Fifteenth Century, Oxford, Oxford University Press, 1900.
- (EN) Bibliographical Essays, London, Chiswick Press, 1905.